# Đường hầm Žilina
Đường hầm Žilina (tiếng Slovakia: Tunel Žilina) là một đường hầm đường cao tốc hai ống nằm trên đoạn giữa Hričovské Podhradie và Lietavská Lúčka của đường cao tốc D1, thuộc địa phận huyện Žilina, vùng Žilina, Slovakia. Đường hầm này là một phần của đường tránh xa lộ của thành phố Žilina. Chiều dài của đường hầm là 655 mét.

## Lịch sử
Hợp đồng xây dựng đường hầm Žilina được ký kết vào ngày 9 tháng 12 năm 2013. Việc xây dựng chính thức bắt đầu vào ngày 20 tháng 2 năm 2014. Nghi thức bắt đầu đào đường hầm và đặt tượng Thánh Barbora diễn ra vào ngày 5 tháng 11 cùng năm tại cổng phía tây. Do điều kiện địa chất không thuận lợi và trần bị sập nhiều lần, quá trình đào đường hầm này diễn ra lâu hơn đáng kể so với kế hoạch ban đầu.
Lễ khánh thành đường hầm Žilina diễn ra vào ngày 5 tháng 12 năm 2016. Theo hợp đồng, đường hầm sẽ được thông xe vào tháng 1 năm 2018. Tuy nhiên, điều này đã không xảy ra do tiến độ thi công quá chậm. Ngày thông xe mới được dời đến tháng 12 năm 2019, nhưng mục tiêu này cũng không đạt được. Toàn bộ đường hầm Žilina được bàn giao đưa vào sử dụng vào ngày 29 tháng 1 năm 2021.